# 호주청개구리
호주청개구리(영어: Australian green tree frog, 학명: Litoria caerulea 리토리아 카에룰레아[*])는 오스트레일리아와 뉴기니 원산의 청개구리과에 속한 청개구리의 일종이다. 미국과 뉴질랜드에도 외래종으로 흘러들어 갔는데, 뉴질랜드에서는 멸종된 것으로 여겨진다. 학명 명명자 존 화이트의 이름을 따 화이트청개구리(영어: White's tree frog), 특유의 생김새에서 유래한 시무룩청개구리(영어: dumpy tree frog) 등의 별명이 있다. 형태학적으로 호주청개구리속의 다른 청개구리, 특히 예쁜청개구리와 왕청개구리와 많이 닮았다.
왕청개구리를 제외한 대부분의 오스트레일리아 원산 개구리들보다 덩치가 크다. 보통 신장 10 cm 이상까지 자라고, 사육 상태에서 수명은 평균 16년으로 개구리치고 장수한다. 성격이 유순하며 인간 거주지 주위에도 잘 적응하기 때문에 호주 현지 가옥의 창문틀이나 실내에 붙어 살면서 민가의 불빛에 끌려온 벌레들을 잡아먹곤 한다. 건드리면 찍 소리를 내고, 천적 따위에 의해 겁을 먹으면 비명을 지른다.
특이한 외모와 행동거지로 인해 이색적인 애완동물로서 세계적으로 인기있는 종이다. 호주청개구리의 피부 분비물은 항박테리아 및 항바이러스성 성질이 있으며, 약리학적으로 유용하게 사용될 가능성도 있다. 이 피부 분비물 덕분에 전 세계적으로 진행 중인 양서류 개체 감소 와중에도 상대적으로 피해를 덜 입고 있는 것으로 보인다. 매우 흔한 종으로서 국제자연보전연맹은 호주청개구리의 멸종위기 상태를 "관심 필요"(least concern)로 지정했다.

## 분류학

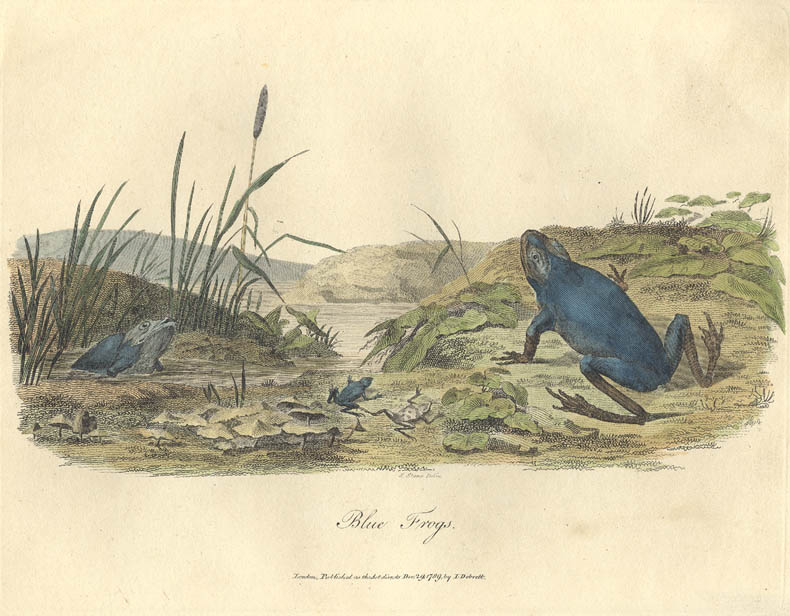
존 화이트의 《뉴사우스웨일즈 항해기》에 실린, 호주청개구리 삽화.

호주청개구리는 신대륙 청개구리들인 청개구리과(Hylidae)의 일원으로서 오스트레일리아와 뉴기니 고유종인 호주청개구리아과(Pelodryadinae)에 속한다. 이 아과에는 물지님개구리속(Cyclorana), 호주청개구리속(Litoria), 왕눈이청개구리속(Nyctimystes) 3속에 160여 종이 포함되어 있다. 호주청개구리속의 개구리들은 홍채가 가로로 찢어져 있고 눈꺼풀에 색소가 없는 점으로 다른 청개구리들과 구분된다. 호주청개구리의 다른 이름인 "화이트청개구리"는 1790년 이 개구리의 학명을 처음 명명한 존 화이트의 이름이 붙은 것이다. 호주청개구리는 호주에 서식하는 개구리들 중 처음으로 기재된 종으로서, 그 최초 표본은 제1대 뱅크스 준남작 조지프 뱅크스의 수집품 컬렉션에 포함되어 있었다. 그러나 불행히도 이 표본은 제2차 세계 대전 때 표본을 소장하던 박물관이 폭격당함으로써 소실되었다.
분명히 초록색 개구리지만 처음에는 "파란개구리"(blue frog)라고 불리었으며, 학명은 라나 카에룰레아(Rana caerulea)라고 하였다. 이는 화이트가 잉글랜드로 보낸 표본이 방부제 때문에 손상되어 파랗게 변색되었기 때문이다. 개구리의 몸 색깔은 노란 피부 위를 파란 색소가 덮어서 초록색으로 보이는 것인데, 방부제가 피부층을 파괴함으로써 파란 색소만 남아서 파랗게 보이게 된 것이다. 종명 "카에룰레아"(caerulea)는 파란색을 의미하는 라틴어로서, 이후 이름이 바로잡힌 뒤에도 이 종명은 그대로 사용되었다. 어떤 논문들에서는 학명을 "펠로드리아스 카에룰레아"(Pelodryas caerulea)라고 쓰기도 한다. 호주 현지에서는 이 개구리를 그냥 "초록나무개구리"(green tree frog)라고 부르는데, 해당 이름은 세계적으로는 미국청개구리(American green tree frog, Hyla cinerea)를 부르는 경우가 더 많기 때문에 혼동의 여지가 있다.

## 생김새

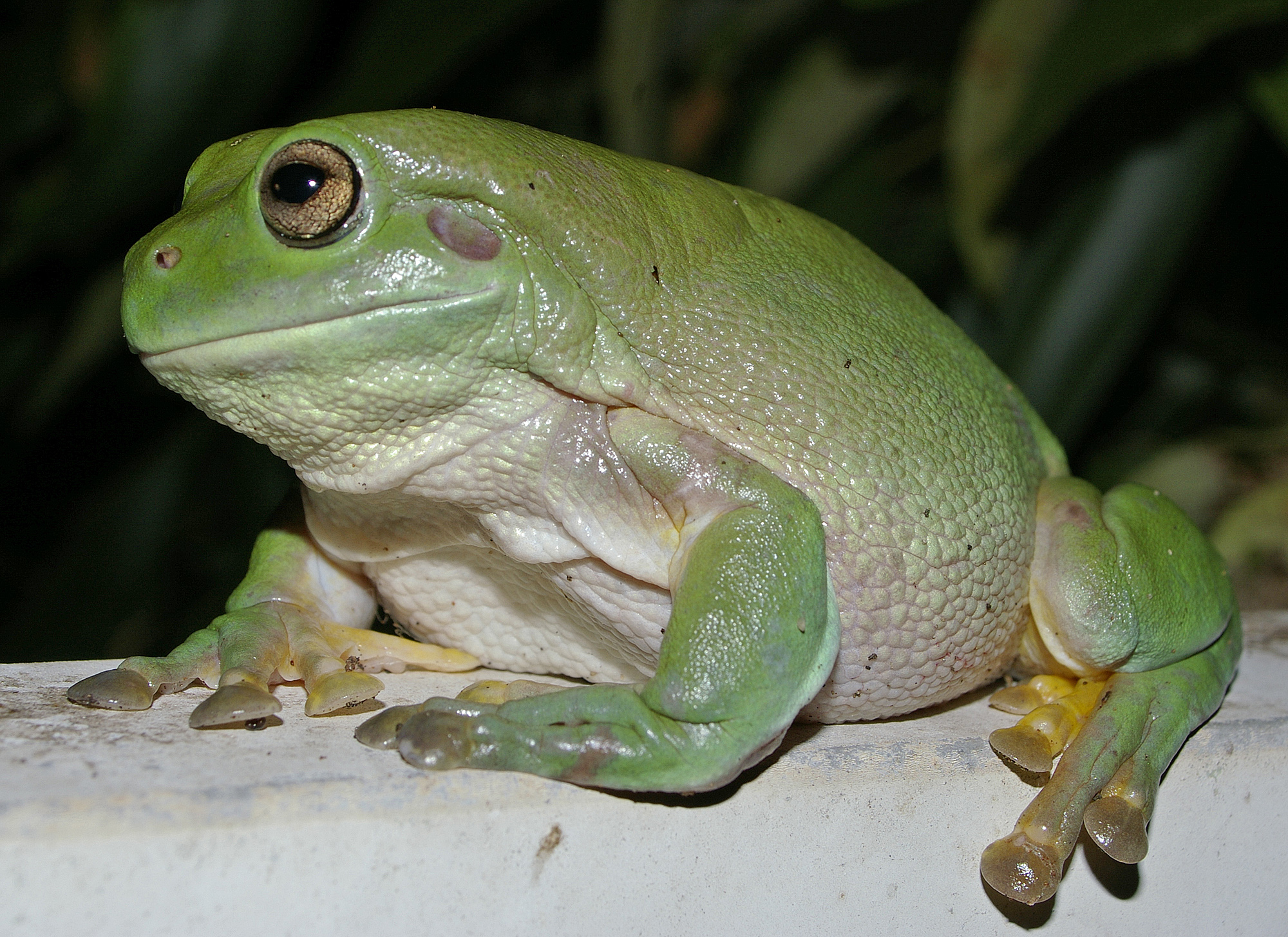
노던 준주 다윈에서 촬영됨.

호주청개구리는 청개구리 종류 중에서 큰 편에 속하며 암컷이 수컷보다 크고 수컷은 목 아래 부분에서 주름진 울음주머니를 지녔다. 또한 덩치가 포동포동하고 신장도 큰 종으로서, 약 11.5 cm까지 자랄 수 있고 암컷이 수컷보다 약간 더 크다. 눈 위에 특유의 지방질 둔덕이 있으며 측두샘은 다소 크다. 홍채는 금색이고 가로로 찢어져 있는데, 이는 호주청개구리속 전체의 특징이다. 고실막(인간의 고막과 유사한 피부막)은 눈 바로 뒤에 있다. 사지는 짧고 강인하며 발가락 끝에는 커다란 부착반이 있어 면 위를 기어올라갈 수 있다. 앞발가락은 3분의 1 정도가 물갈퀴로 덮여 있고 뒷발가락은 3분의 4 정도가 물갈퀴로 덮여 있다. 등면 색깔은 온도와 주위 환경에 따라 갈색 또는 회색에서 에메랄드빛 밝은 녹색까지 변하고, 작고 불규칙한 흰 반점이 찍혀 있는 경우가 간간이 있다. 수컷은 목 아래에 주름진 회색 울음주머니가 있는 반면 암컷은 같은 부위가 희고 매끄럽다. 배면 색깔은 암수 모두 크림색 흰색이며 질감은 거칠다.
호주 북서부에만 사는 예쁜청개구리(Litoria splendida)와 비슷하게 생겼다. 구분 방법은, 예쁜청개구리 성체는 측두샘이 커서 머리를 거의 다 덮고 고실막까지 이르는데, 호주청개구리는 측두샘이 그보다 훨씬 작고, 등의 노란 반점과 앞다리·고간·넓적다리의 노란색 포인트가 없다는 것으로 구분한다. 또한 왕청개구리(Litoria infrafrenata)와도 비슷하게 생겼는데, 왕청개구리 특유의 앞다리 어깨부에서 반대쪽 앞다리 어깨부까지 턱을 따라 가로지르는 하얀색 "입술" 모양 띠가 호주청개구리에게는 없다는 것으로 구분한다.

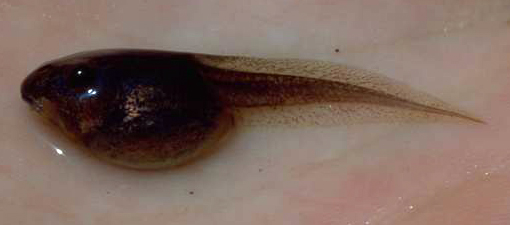
올챙이

올챙이의 모습은 변태함에 따라 계속 달라진다. 막 부화했을 때는 길이 8 밀리미터이고, 완전히 변태가 끝나서 개구리가 될 때는 44 밀리미터이다. 처음에는 갈색에 얼룩덜룩하지만 변태하면서 색소가 늘어나 초록색으로 변해간다. 배면가죽은 처음엔 거무칙칙하지만 점점 밝아진다. 알은 갈색이고 투명한 젤리로 감싸져 있다. 알의 지름은 1.1 ~ 1.4 밀리미터이다.
울음소리는 낮고 느리게 "구엑-구엑-구엑"(brawk-brawk-brawk)거리면서 여러 번 반복하는 식이다. 1년 중 대부분 나무나 홈통 같은 높은 곳에 올라가서 울다가 번식기가 되어서야 연못이나 웅덩이로 내려온다. 다른 개구리들과 마찬가지로 호주청개구리 역시 짝짓기 상대를 찾기 위해서만 우는 것이 아니고, 번식기 이외의 때에도 자기 위치를 알리기 위해 울어댄다. 특히 비 온 뒤에 시끄러워지는데, 그 이유는 아직 알 수 없다. 포식자에게 공격당하거나 자기가 숨어 있는 나무를 사람이 밟았거나 하는 경우에는 날카롭게 소리를 빽 지른다.

## 분포 및 서식지

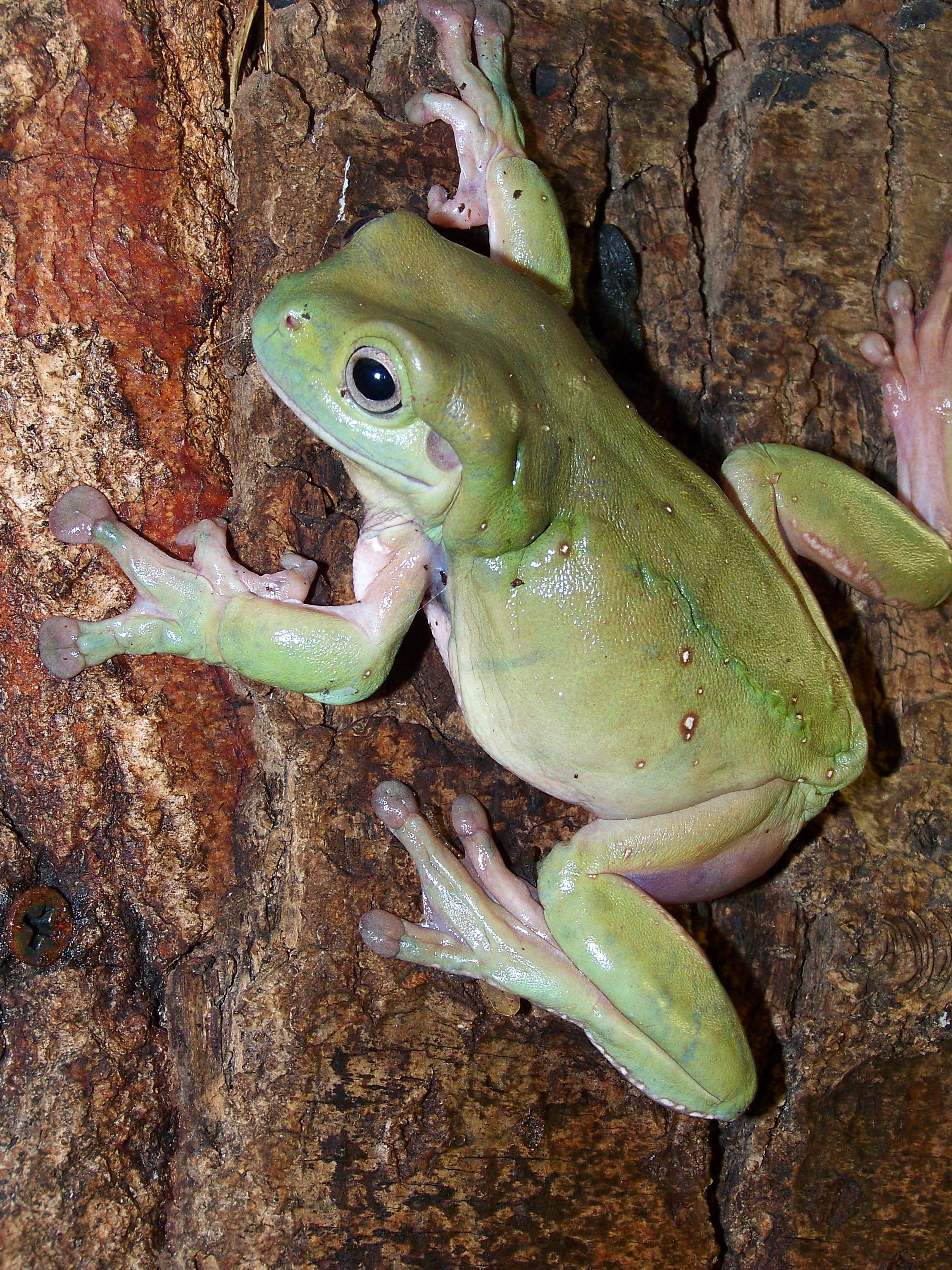
나무를 기어올라가는 호주청개구리.

호주청개구리는 오스트레일리아의 북부 및 동부 지역과 뉴기니의 저지대가 원산지이다. 서식지는 대부분 온난다습한 열대 기후 지역으로 제한되어 있다. 뉴기니의 서식지는 이리안자야에서 포트모르즈비에 이르며, 다루섬에 가장 흔하다. 국제자연보전연맹(IUCN)은 뉴기니뿐 아니라 인도네시아에도 “산란된 지역들”에 서식할 가능성을 시사했다. 한편 오스트레일리아의 서식지는 웨스턴오스트레일리아주의 킴벌리 지역에서 노던 준주와 퀸즐랜드주를 거쳐 뉴사우스웨일스주 북부와 중부, 사우스오스트레일리아주 최북동부까지 이른다. 총 서식지 면적은 약 4,078,600 제곱킬로미터(1,574,800 제곱마일)이다.
미국과 뉴질랜드에도 외래종으로서 서식하는데, 미국의 경우 플로리다에서만 발견되며 아마 애완동물 거래 과정에서 야생화된 듯하다. 플로리다의 호주청개구리 개체수는 매우 작아서 토착 생태계에 어떤 생태학적 파괴행위를 일으킬 수 있을지 여부는 불투명하다. 한편 뉴질랜드에서는 1879년과 1899년에 여러 장소에서 많은 개체들이 방생되었고, 1940년대에 우연히 실수로 재차 도입되었다. 그러나 1950년대 이후 뉴질랜드에서 한 마리도 목격되지 않고 있다.
호주청개구리는 분포하는 곳에 따라 다양한 서식지를 점유하는데, 열대우림 지역에서는 웬만해선 발견되지 않는다. 호주청개구리는 호소나 강 따위 수역 근처의 나무의 임관 위에서 자주 발견되지만, 물에서 다소 떨어진 육생 서식지를 점유할 때도 있다. 이들이 선호하는 것은 늙은 유칼립투스 나무로, 빈 구멍이 많아서 그 안에 들어가 물을 모으기 용이하다. 내륙 수로를 따라서 흔하게 서식하며, 기후가 서늘한 곳에서는 늪(갈대 속에 숨어 산다)이나 초지에서도 살 수 있다.

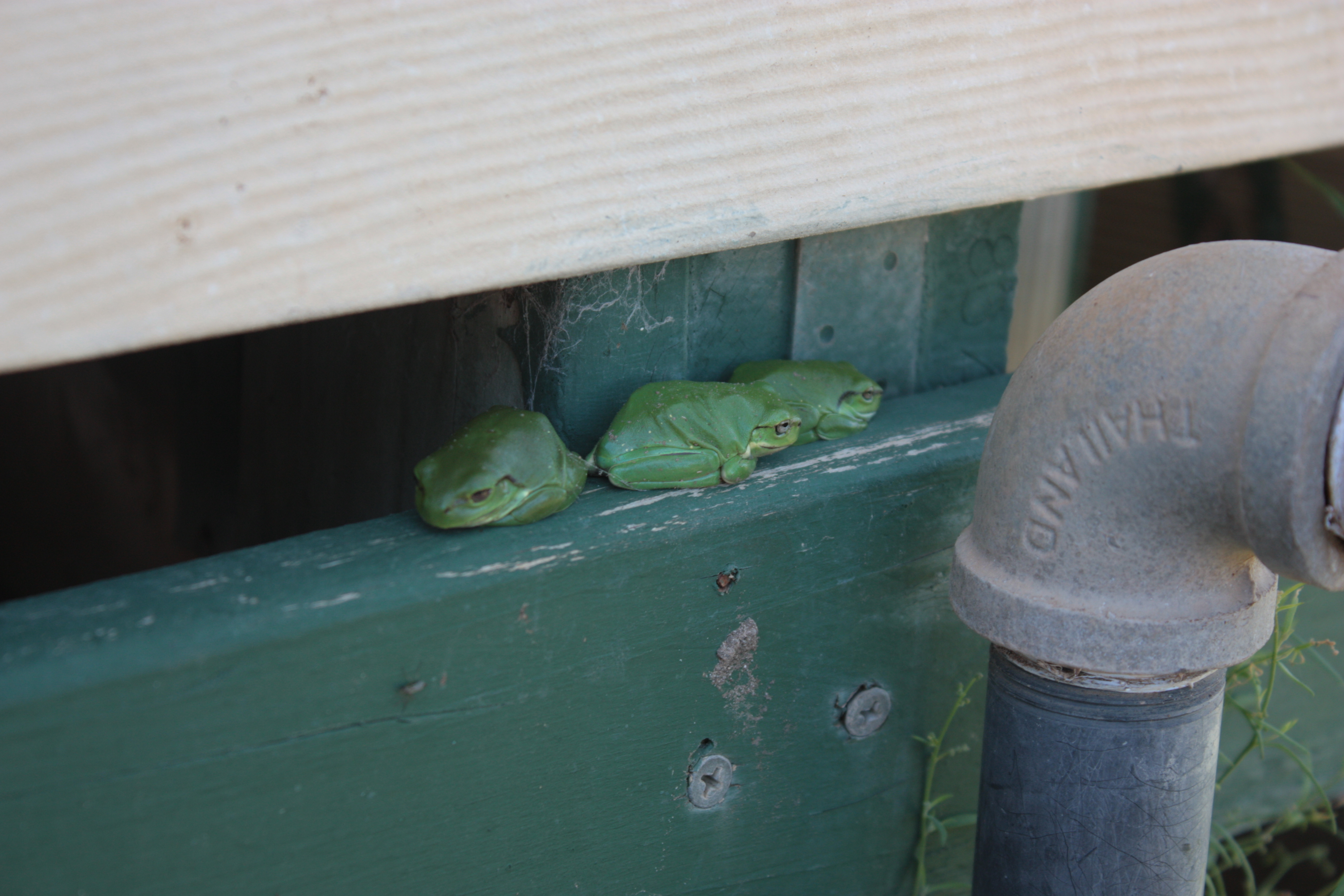
건물 틈에서 낮의 햇빛을 피하는 호주청개구리 세 마리.

호주청개구리는 인간을 잘 겁내지 않으며, 인간과 가까운 곳에 눌러앉아 사는 경우도 흔하다. 가끔은 아예 집 안에 들어와서 개수대나 변기 속에서 발견되기도 한다. 또한 밤이 되면 창틀 밖에 붙어서 민가의 불빛에 유혹된 날벌레들을 잡아먹는데, 아마 같은 이유로 야외 조명에도 모여드는 것으로 보인다. 그 외에도 물탱크, 수직 낙수통, 수평 홈통 등 바깥보다 서늘하고 습도가 높은 인공 구조물 속을 차지하고 사는 경우가 있다. 홈통이나 물탱크 속에서 울면 울음소리가 메아리쳐 증폭되기 때문에 번식기에 이 효과를 노리고 여기 기어들어와 사는 것으로 보인다. 호주청개구리는 귀소성 능력도 가지고 있는 것으로 보인다. 포획한 뒤 멀리 떨어진 곳에 내버려도 처음 잡혔던 곳으로 다시 돌아갈 수 있다.

## 생태와 습성

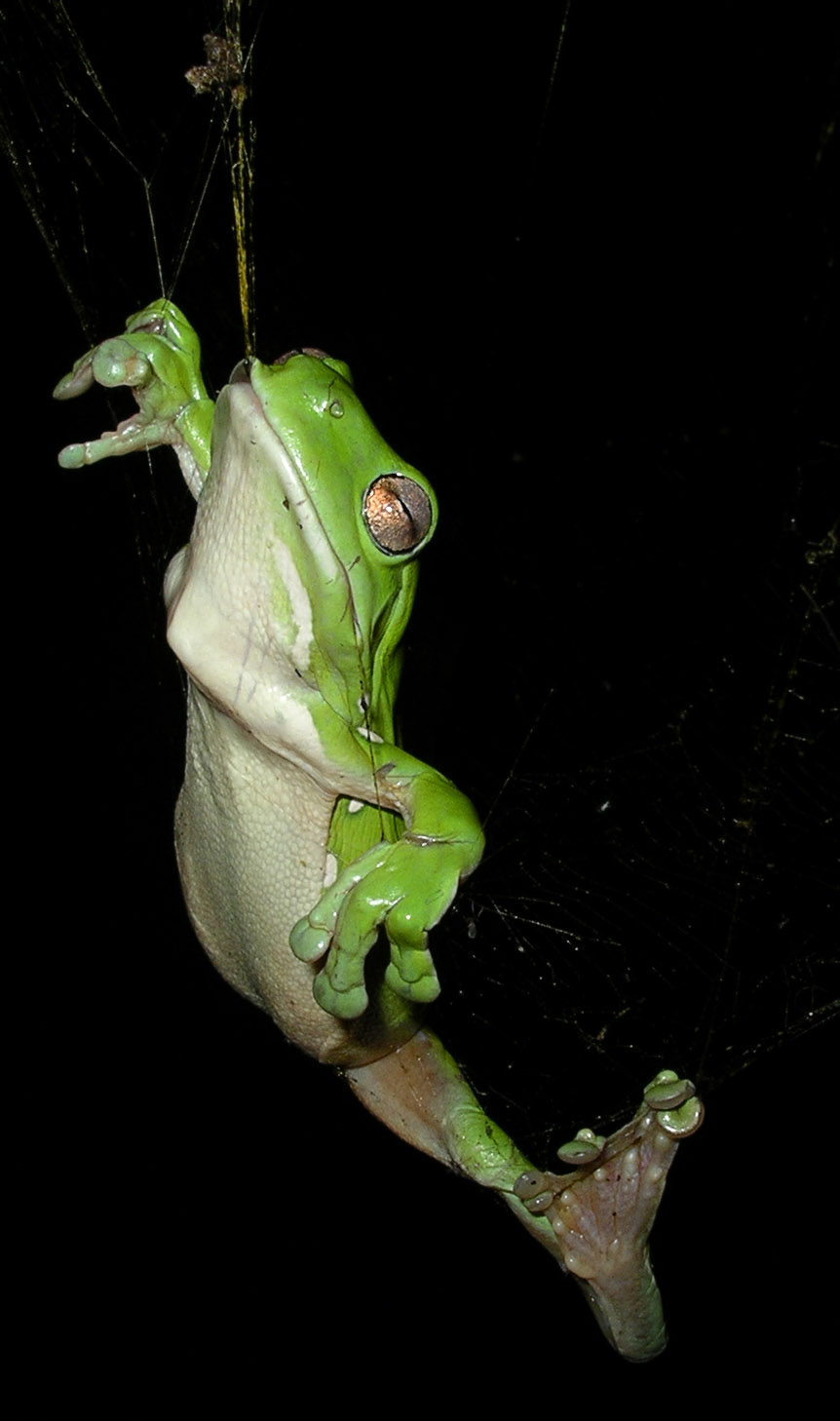
거미를 잡아먹은 뒤 그 거미의 거미줄에 걸려버린 호주청개구리.

호주청개구리는 매우 유순하며 사람을 겁내지 않는다. 야행성이며 이른 저녁에 기어나와 울어대고 먹이를 사냥한다. 낮에는 시원하고 어둡고 축축한 장소, 나무 옹이나 돌틈 같은 곳을 찾아 들어가서 자리 깔고 잔다. 우림성 동물은 분명히 아니지만 만약 내내 비가 오는 날씨라면 나뭇잎이나 돌틈에 빗물을 모아서 피부를 촉촉하게 유지하는 데 이용해 먹는다. 피부에서는 밀랍질 코팅이 분비되어 증발을 막는다. 건기가 되면 말라죽지 않기 위해 땅을 파고들거나 점액과 비듬을 뭉쳐 만든 번데기 속에 들어가 스스로를 봉인한다.
호주청개구리의 먹이는 주로 나방, 바퀴벌레, 풀무치 따위의 날벌레들이다. 거미도 먹을 수 있고 자기보다 작은 개구리나 심지어는 작은 포유류도 잡아먹을 수 있다. 이빨이 있긴 하지만 개구리 이빨이 으레 그렇듯 먹이를 자르고 씹을 만큼 발달한 것이 아니라 먹이는 한 입에 삼킬 수 있을 정도로 충분히 작아야 한다. 개구리들은 대개 끈끈한 혀를 먹이에게 발사하여 먹이를 들러붙인 후 입으로 끌고들어와 잡아먹는데, 호주청개구리는 이 기술을 작은 먹이들에게만 사용하고, 큰 먹이에게는 직접 달려들어 앞다리로 때려눕힌 뒤 입을 갖다 대서 잡아먹는다.
호주청개구리의 천적으로는 뱀이나 새가 있다. 백인들이 오스트레일리아에 정착한 이후로는 개와 고양이 같은 새로운 천적들이 등장하기도 했다. 호주청개구리의 평균 수명은 16년 정도이나, 20년을 넘게 산 개체도 존재한다.

## 번식
흘레는 11월에서 2월 사이에 이루어진다. 번식기 동안 수컷은 번식지로 삼고자 하는 수원에서 가까운 약간 높은 곳에 올라가서 울어댄다. 한 번에 200 ~ 2,000 개의 알을 낳고, 알은 처음에는 물에 떠 있다가 24시간 안에 가라앉는다. 올챙이가 개구리로 변태하는 데는 대략 6주가 걸리며, 그 이후 새끼 개구리가 되어 물 밖으로 나간다.

## 사육
호주청개구리는 세계적으로 가장 인기있는 애완 개구리 중 하나이다. 성격이 유순하고 수명이 길다는 점은 애완동물로서 매우 적절하고 유리한 특징이다. 또한 키우기도 쉽다. 먹을 수 있는 먹이의 범위도 다양하고 질병에도 강하다. 한 가지 문제는 과식으로, 호주청개구리는 과식하면 비만하기 쉽다. 야생에서는 먹이를 찾기 위해 이리저리 뛰어다니며 에너지를 소모하지만, 포획 상태에서는 좁은 공간에서 먹이가 주어지기에 먹이를 먹기 위해 필요한 활동량이 줄어들고 몸무게가 불어나게 된다. 비만이 된 호주청개구리는 머리와 몸통에 지방층이 누적되어 땅딸막하고 "시무룩한(dumpy)" 표정을 갖게 된다. 때문에 "시무룩청개구리(dumpy tree frog)"라는 별명도 붙었다.
장지뱀들에게 독성을 나타내는 포티누스속(Photinus)의 반딧불이를 호주청개구리에게 먹였더니 죽어버린 사례가 존재한다.

## 보존 현황

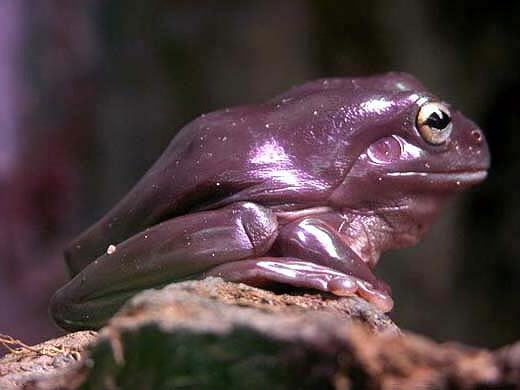
쾰른 박물관의 어두운 개체.

오스트레일리아의 법률은 1999년 환경보호 및 생물다양성 보존 조례에 따라 오스트레일리아의 모든 동물상을 보호할 것을 천명하며, 이에 따라 호주청개구리 역시 보호의 대상에 포함된다. 국제자연보전연맹은 호주청개구리가 넓은 면적에 걸쳐 분포하고 분포지마다 다양한 서식지 환경에 적응함을 들어 그 보존상태를 "관심 불필요"(least concern)로 분류했다. 개체수는 안정된 것으로 보이며, 현재까지 호주청개구리의 개체수 감소 정도가 "관심 불필요"보다 더 심각한 등급으로 재지정할 만큼 심각했던 적은 없다.
교외 지역에서는 오염과 개 고양이 따위 가축의 포식으로 위협을 받는 측면도 있다. 또한 양서류에게 매우 치명적인 피부병인 키트리디오미코시스를 일으키는 곰팡이인 호상균류에 감염된 호주청개구리가 발견된 바 있다. 오스트레일리아에서의 현황이 상세히 밝혀져 있는 것과 달리 뉴기니에서 상태가 어떤지는 연구가 잘 이루어지지 못했다. 한편 2002년 인도네시아에서는 애완용으로 판매될 목적으로 수출하던 개체 약 75,000 마리가 풀려났고 이것이 이 일부 위치의 개체수에 영향을 미쳤을 수 있다. 호주청개구리는 뉴기니의 여러 보호구역 안에 서식하고 있으며, 오스트레일리아의 동물원들에서는 성공적으로 사육 번식에 성공했다. 전체적으로, 본종의 멸종위기와 관련된 위험은 인간보다는 세계적으로 널리 퍼지고 있는 양서류 피부병 쪽이 더 위협적인 요인으로 판단된다.

## 실용적 활용

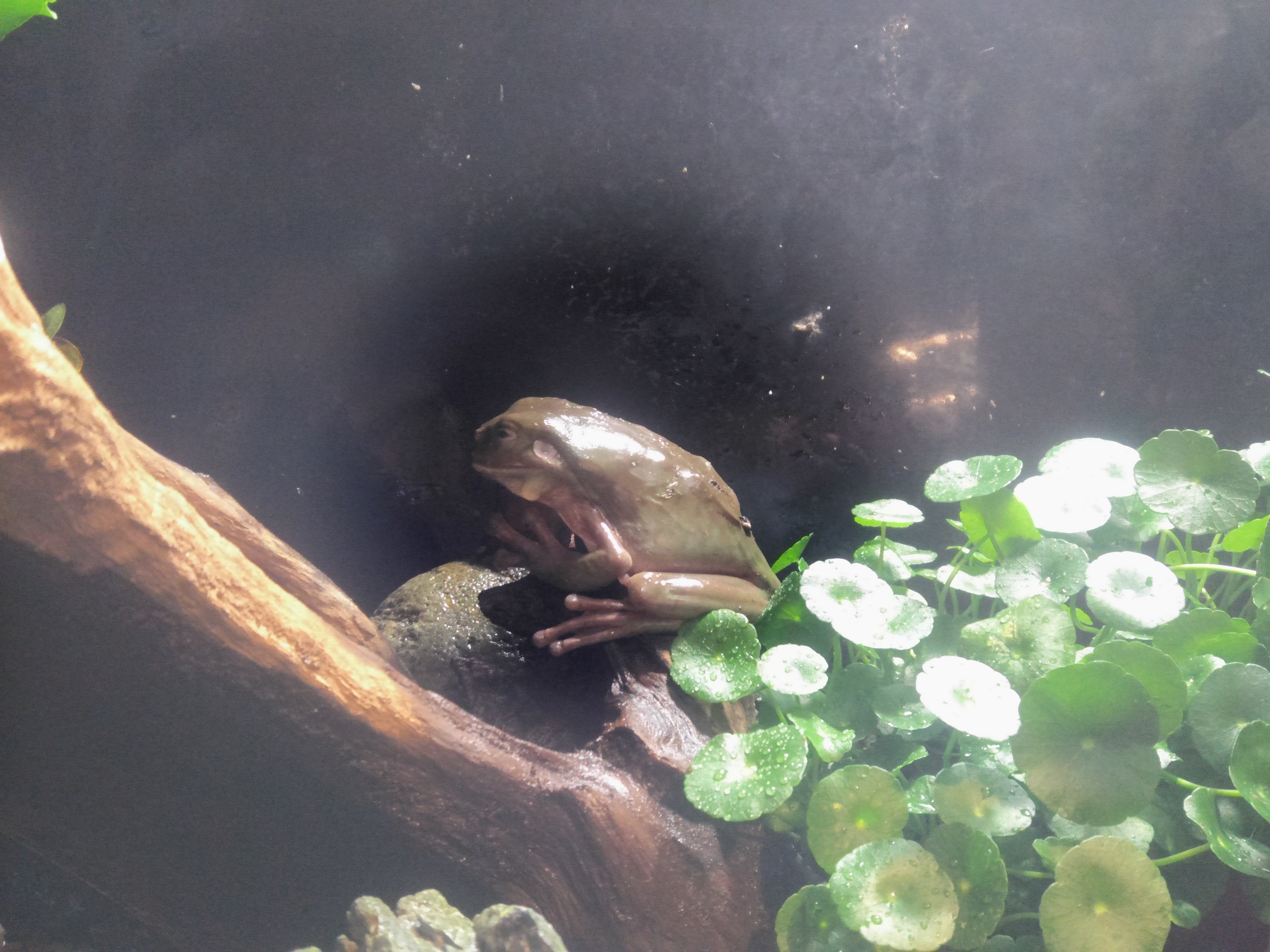
코엑스 아쿠아리움의 호주청개구리.

개구리들은 허파를 가지고 있지만 피부를 통해 산소를 흡수한다. 이 산소 흡수 과정이 원활히 이루어지기 위해서는 피부의 습도가 축축하게 유지되어야 한다. 축축한 피부의 가장 큰 단점은 곰팡이나 박테리아 같은 병원체가 그 습기 속에 번식하여 병원체 감염의 가능성이 높아진다는 점이다. 이에 대응하여 개구리들은 이러한 병원체를 파괴할 수 있는 펩티드를 분비한다. 오스트레이리아청개구리의 피부 분비물에는 항박테리아 및 항바이러스 성질이 있는 펩티드 25종이 함유되어 있다. 또한 이 분비물에는 인간 십이지장 점막에서 분비되는 소화 호르몬인 콜레키스토키닌과 거의 같은 생리적 작용을 하는 세룰레인(cerulein)도 함유되어 있다. 이 세룰레인은 다양한 의료 목적으로 응용되어 사용되고 있다. 호주청개구리의 피부 분비물에 함유된 여러 펩티드가 건강한 T 세포는 손상시키지 않고 HIV를 파괴할 수 있다는 점이 밝혀져 있다.
전술한 양서류 피부병 키트리디오미코시스의 주요 병원체인 곰팡이 와호균(Batrachochytrium)으로 인해 현재 전 세계의 양서류 개체수는 전체적으로 감소 추세에 있다. 그러나 호주청개구리를 비롯한 오스트레일리아에 서식하는 몇몇 개구리들(붉은눈청개구리, 뉴기니청개구리 등)의 분비물이 이 곰팡이에 대한 저항성을 갖고 있다. 분비물에 함유된 펩티드들이 체외에서 곰팡이의 증식을 억제하기 때문에 이 특정 개구리들은 개체수 감소를 겪고 있지 않은 것으로 파악된다.
호주청개구리는 간혹 연구실 모형동물로 사용되기도 한다. 호주청개구리의 발가락 흡판 구조를 살펴서 특정 동물들이 축축한 표면에 달라붙을 수 있게 하는 상피 조직의 성질과 미시구조를 탐구한다.

## 참고 자료
- Australian Biological Resources Study (1993). Fauna of Australia: Amphibia & Reptilia. Canberra: Australian Govt. Pub. Service. ISBN 978-0-644-32429-8.
- Bruin, T. “ADW: Litoria caerulea: Information”. 2005년 6월 12일에 원본 문서에서 보존된 문서. 2005년 6월 12일에 확인함.
- Cogger, Harold G. (1979). Reptiles & Amphibians of Australia. A. H. & A. W. REED PTY LTS. ISBN 0-589-50108-9.
- Egerton, L. ed. (2005). Encyclopedia of Australian wildlife. Reader's Digest ISBN 1-876689-34-X
- Menzies, J. I. (1976). Handbook of Common New Guinea Frogs. Wau Ecology Institute.
- Tyler, M. J. (1994). Australian Frogs A Natural History. Reed Books. ISBN 0-7301-0468-0.